# Uttenhoffen
Uttenhoffen è un comune francese di 174 abitanti situato nel dipartimento del Basso Reno nella regione del Grand Est.

## Storia

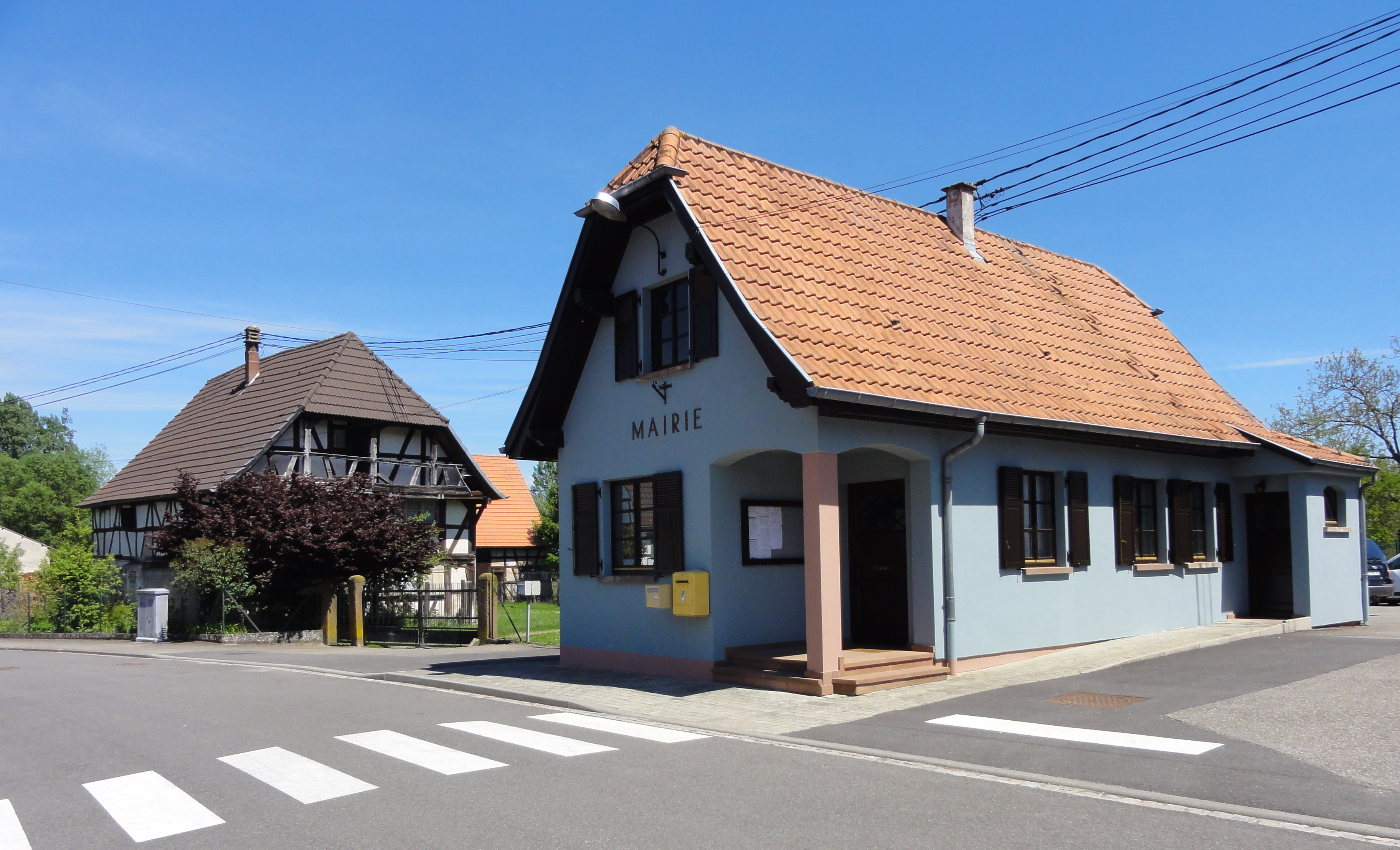
Il municipio di Uttenhoffen.

I reperti del Neolitico e del periodo della cultura di Hallstatt sono attestati tanto quanto l'insediamento in epoca romana. Dopo l'introduzione della Riforma nel XVI secolo, Uttenhoffen ebbe fino al XVIII secolo una chiesa anche per i protestanti. Intorno al 1790 il paese venne fortificato. Il 1º dicembre 1793 il vicino accampamento invernale del maggior generale Stephan Bernhard Keglevich e dei suoi soldati serbi privati fu attaccato di sorpresa. 7 giorni dopo, l'8 dicembre 1793, Madame du Barry fu giustiziata per tradimento.

## Architettura
La chiesa del XV-XVIII secolo ha su ogni lato tre finestre ad arco e dispone di un campanile a graticcio con una cupola imperiale.

## Società

### Evoluzione demografica
Abitanti censiti